# Кьерзийский капитулярий
Кьерзийский капитулярий 877 года (также кьерсийский или керсийский; фр. capitulaire de Quierzy) — указ короля Западно-Франкского королевства Карла II Лысого, одним из важнейших положений которого было установление наследственности титула графа. Издан в Кьерзи-сюр-Уаз.
Кьерзийский капитулярий юридически закреплял и санкционировал политическую самостоятельность графов, которая в конце IX веке уже стала реальным фактом во франкском обществе.